# Le Pianiste (nouvelle)
Pour les articles homonymes, voir Pianiste (homonymie).
Le Pianiste (en russe : Taper) est une nouvelle d’Anton Tchekhov, parue en 1885.

## Historique
Le Pianiste est une nouvelle qui a probablement été publiée en 1885. Le Dictionnaire Tchekhov mentionne son existence indirectement sans autre précision. Aussi traduit en français sous le titre Le Joueur de piano.

## Résumé
Deux heures du matin, Pierre Roublov rentre chez lui. Il raconte à son colocataire l’histoire qu’il lui est arrivé ce soir. Pianiste professionnel, il jouait en soirée à un mariage quand il a été apostrophé par une jeune fille qui s’est mise à lui parler comme à un égal, alors qu’il n’est qu’une sorte de domestique embauché pour l'événement. Cela ne se fait pas, et une parente a interrompu la scène rapidement.
Roublov ne se vexe pas, il a l’habitude de ce genre d’histoire, mais en se remémorant ses rêves de jeune musicien arrivant à Moscou, la médiocrité de son existence et la pitié que lui inspire son colocataire petit journaliste, il fait une crise de nerf.
Tout le monde le croit saoul, et il est expulsé du bal.   

## Édition française
- Le Joueur de Piano, dans Œuvres de A.Tchekhov 1885, traduit par Édouard Parayre, Les Éditeurs Français Réunis, 1955.